# رومان اوگازا
رومان اوگازا (لهستانی: Roman Ogaza; ۱۷ نوامبر ۱۹۵۲ – ۵ مارس ۲۰۰۶) بازیکن فوتبال اهل لهستان بود.
از باشگاه‌هایی که در آن بازی کرده‌است می‌توان به باشگاه فوتبال گورنیک زابژه و باشگاه فوتبال لانس اشاره کرد.
وی به‌همراه تیم ملی فوتبال لهستان به مقام نایب قهرمانی بازی‌های المپیک تابستانی ۱۹۷۶ رسیده‌است.